# Borgo Tossignano
Borgo Tossignano ist eine italienische Gemeinde (comune) mit 3187 Einwohnern (Stand 31. Dezember 2023) in der Metropolitanstadt Bologna in der Emilia-Romagna. Die Gemeinde liegt etwa 31,5 Kilometer südöstlich von Bologna am Santerno. Borgo Tossignano ist Teil der Comunità Montana Valle del Santerno und grenzt unmittelbar an die Provinz Ravenna.

## Söhne und Töchter
- Papst Johannes X. (860–929)
- Giovanni Tavelli da Tossignano (1386–1446), Ordensgeistlicher, römisch-katholischer Bischof von Ferrara und Seliger

## Gemeindepartnerschaften
Borgo Tossignano unterhält eine inneritalienische Partnerschaft mit der Gemeinde Ripalimosani in der Provinz Campobasso.

## Verkehr
Durch die Gemeinde führt die frühere Strada Statale 610 Selice o Montanara Imolese (heute: Provinzstraße) von Lavezzola bei Conselice nach Firenzuola. Der Bahnhof an der Bahnstrecke von Massa Lombarda nach Fontanelice wurde wie die Strecke 1944 geschlossen.